# La Tribu des quatre vagues

La Tribu des quatre vagues est un film documentaire français consacré à un collectif transnational qui œuvre au renouveau du tatouage traditionnel philippin. Réalisé par Jonathan Bougard il est sorti en 2019 en France.

## Synopsis
Le film a été tourné en septembre 2018 sur l'île de Moorea en Polynésie française, où se réunissaient 80 maitres tatoueurs traditionnels venus des quatre coins du monde durant toute une semaine, à l'occasion du festival Tatau i Moorea. Les artistes ont échangé, dansé, et se sont tatoués mutuellement. Une trentaine de membre du collectif Tatak ng Apat na Alon (tribu des quatre vagues) ont fait le déplacement. Créé en 1996 à Los Angeles par Elle Festin, ce collectif réunit plusieurs centaines de membres issus de la diaspora philippine qui ont en commun d'être en quête de leur identité et de leur culture. Si tous les membres du groupe ne sont pas tatoueurs, tous portent des tatouages spécifiques très ritualisés.
Dans le groupe, une jeune femme parle français. Jade vient de France, Paris exactement, elle est tatoueuse depuis six ans exactement et son nom de tatoueuse c’est Sampaguita Jay. Sampaguita c’est une fleur des Philippines. Petit clin d’œil pour son pays. Etant eurasienne, moitié Philippine moitié française, en tant qu’artiste Sampaguita fait essentiellement du réalisme mais elle a vraiment grandi avec le côté philippin, dû à sa mère qui est philippine." J’ai vraiment grandis de ce côté-là et j’ai voulu me rapprocher de mes racines dans le tatouage, parce qu’on a quand même une culture qui est super riche. Même si beaucoup ne le savent pas. C’est dû aux colonisations qu’il y a pu y avoir aux Philippines. On a un très grand héritage par rapport à ça."
Jazmine Atienza est une des anciennes de la tribu. Née aux Philippines, elle a grandi aux Etats-Unis. Elle tatoue avec spiritual journey tatoo, le shop de Elle Festin basé à Los Angeles. Ayla Roda est également un des pilliers de la tribu. Elles racontent l'histoire de la tribu, leur quête d'identité culturelle. On les voit tatouer mais également danser des danses traditionnelles, et échanger avec des nombreux tatoueurs indigènes.

## Autour du film
En août 2010, soit dix années après la création de la tribu, Lars Krutak a publié un livre important sur l’histoire du tatouage Kalinga aux Philippines, Kalinga tatoo, expression ancienne et moderne de la tribu. Avec une introduction par l’aînée des kalinga tatouées, Natividad Sugguiyao. Basé sur deux années de recherches sur le terrain, ce livre était le premier consacré aux tatouages de ce peuple de la cordillère. Ce livre a rencontré un grand succès international. Une très grande partie des sujets tatoués photographiés étaient des membres de la tribu des quatre vagues.
La culture du tatouage traditionnel aux Philippines était mourante à cause du colonialisme, de la religion, et de beaucoup d’autres facteurs. Beaucoup émigrent vers les USA ou d’autres pays pour trouver une vie meilleure, ils veulent être assimilés, apprennent une nouvelle langue… La plupart des membres de la tribu viennent des Etats-Unis, mais il y a aussi des membres en Europe. Il y a des philippins aux quatre coins du monde, et il est important pour la tribu d’être reliée aux différentes communautés en Europe et en Asie, pour montrer à tous les philippins qu’ils ont une très riche culture du tatouage. Il y a des suédois, des français, des allemands, des italiens, d’autres d’Australie, Adelaïde, Perth et Sydney. Du Canada aussi. Peu importe le contexte du pays où ils sont, ils veulent juste revenir à leurs racines.
C’est Elle Festin qui valide les nouveaux membres, c’est aussi lui qui leur apprend vraiment en détails l’histoire des philippines, pour qu’eux puissent le retransmettre derrière. Il représente concrètement le tatouage traditionnel philippin qu’il a pu importer aux Etats-Unis. Et le remettre au goût du jour. On dit traditionnel mais Elle a quand même comtemporanisé le tatouage philippin pour le ramener au goût du jour. Que les jeunes et les moins jeunes puissent se faire tatouer et représenter leur culture. Depuis 1996, plus de vingt ans maintenant, Elle Festin et sa femme Zelle Festin, forment des apprentis.

## Carrière du film
La première du film a eu lieu en Corse au festival du film de Lama, le 2 août 2019. Le film est distribué par In Vivo Prod et Seven Palms Entertainment.

## Fiche technique
- Titre original : Mark of the Four Waves Tribe
- Auteur : Jonathan Bougard
- Réalisateur : Jonathan Bougard
- Photographie : Jonathan Bougard
- Montage : Jonathan Bougard
- Musique : Mark of the Four Waves Tribe
- Société de production : In Vivo Prod
- Pays de production :  Polynésie française
- Langue originale :  anglais et  français
- Format : couleur
- Genre : documentaire
- Durée : 26 minutes
- Date de sortie : 2 août 2019

## Distribution
- Elle Festin : lui-même
- Sampaguita Jay : elle-même
- Jazmine Atienza : elle-même
- Ayla Roda : elle-même
- Sébastien Galliot : lui-même
- Tom Lapos : lui-même
- Michael Koch : lui-même
- Chief Miko : lui-même
- Roonui Anania : lui-même
- Pitore : lui-même